# Небувалі
Небувалі (англ. The Nevers) — американський науково-фентезійний драматичний телевізійний серіал 2021 року, створений Джоссом Відоном для телеканалу HBO. Над виробництвом серіалу співпрацювали телеканал HBO та продюсерська компанія Джосса Відона Mutant Enemy Productions на чолі з виконавчими продюсерами, серед яких Джосс Відон, Філіпа Ґослет, Даг Петрі, Джейн Еспенсон, Ілен С. Ландрес та Бернадетт Колфілд.
Перший сезон телесеріалу складається із 12 епізодів, показ яких розділений на дві частини: прем'єра перших шести серій — 11 квітня — 16 травня 2021 року, час показу решти станом на початок травня не визначений.

## Сюжет
Наприкінці епохи правління королеви Вікторії в Лондоні починають з'являтися «Ті, кого торкнулося» — люди, переважно жінки, у яких несподівано прокидаються надприродні здібності. Деякі з цих сил зачаровують, інші — тривожать. Таємнича вдова Амалія Тру (Лора Доннеллі) та блискуча молода винахідниця Пенанс Едер (Ен Скеллі) стають борчинями за права цього нового класу людей, кидаючи виклик усім силам, які їм протистоять.

## У ролях

### Основний склад
- Лора Доннеллі — вдова Амалія Тру (найвідповідальніша, спонтанна і психологічно зламана героїня Лондону XIX століття, також є небезпечною для еліти столиці. Вона віддана своїй справі і ніколи не відмовляється від міцних напоїв)[3]
- Енн Скеллі — Пенанс Едер (найкраща подруга Амалії і одна з перших «Ті, кого торкнулись». Вона дуже релігійна, а також фанатично вірить у прогрес науки)
- Олівія Вільямс — Лавінії Бідлоу (багата прихильниця «Ті, кого торкнулись», яка також спонсує сиротинець для дітей, де знайшли притулок багато головних героїв)[4][5]
- Джеймс Нортон — Ґюго Свон (пансексуальний аристократичний юнак, який має приватний клуб і спеціалізується на вимаганні)[4][5]
- Том Райлі — Август «Огі» Бідлоу (добродушний орнітолог та ґік, брат Лавінії якій віддав повне управління статками сім'ї сестрі)[4][5]
- Бен Чаплін — детектив Френк Мунді (кремезний та грубий поліціант із сильним почуттям моралі, але має невиправдану репутацію насильника та пияка)
- Піп Торренс — лорд Массена (колишній військовий генерал і сильний прихильник Британської імперії, чітко бачить, який хаос можуть зробити у країні «Ті, кого торкнулись», але завжди буде стояти на стороні закону)[4][5]
- Закарі Момо — лікар Гораціо Каузенс (один з небагатьох успішних західноіндійських лікарів у Лондоні, але його життя іде шкереберть коли він зустрічає Амалію та виявляє власні здібності як «Той, кого торкнулись»)[4][5]
- Емі Менсон — Маладі (нестабільна «Та, кого торкнулись» яка пройшла через тортури лікарів, що шукали спосіб вилікувати людей з даром «Ті, кого торкнулись», нараз живе переховуючись у підземллях міста, також керує групою відступників)[4][5]
- Нік Фрост — Деклан Оррун на призвисько Король жебраків (харизматичний та жорстокий, Деклан командує найбіднішими злочинцями у Лондоні. Іноді він співпрацює та допомагає Амалії, а іноді так само радий її зрадити тому, хто більше заплатить)[4][5]
- Рошель Ніл — Енні Карбі на призвисько «Багаття» (пережила велики складнощі у житті які зробили її злочинеця що може контролювати вогонь)[4][5]
- Елеонор Томлінсон — Мері Брайтон (невдала співачка у якої не складається ні кар'єра, ні особисте життя, але попереду на яку чекає великий сюрприз)
- Деніс О'Харе — доктор Едмунд Хейг (жорстокий американський хірург який готовий піти на все в ім'я прогресу науки)[4][5]

### Другорядний склад
- Кіран Соня Савар — Гаррієт Каур (оптимістично настроєна дівчина, що проживає у сиротинці разом з «Ті, кого торкнулись», твердо налаштована прожити своє життя так, як вона собі його планувала, незважаючи на все більшу кількість дивацтв, що відбуваються навкруги)[6]
- Елізабет Беррінгтон — Люсі Бест (жінка що пережила страшні злидні проживаючі на вулицях міста, легко адаптується до будь-чого нового, абсолютно неделікатна, колись була злодійкою)[6]
- Елла Сміт — Дезіре Блоджет (дуже популярна повія «Та, кого торкнулись» чия сила змушує чоловіків розповідати їй все що у них на думці. На жаль, те, що вона почула, може призвести до її смерті, хоча вона, чесно кажучи, більшу частину цього не слухає. Найбільше всього любить свого шестирічного сина, якій не розмовляє)[6]
- Віола Преттежон — Міртл Гапліш (дівчина з середнього класу, врятована з сім'ї, яка не могла її зрозуміти — у буквальному сенсі, оскільки вона вже не може говорити англійською, або навіть зрозуміти людську мову. Вона в захваті від того, що живе в дитячому будинку, де вона є улюбленим талісманом усіх)[6]
- Анна Девлін — Прімроуз Чатовей (16-річна дівчина що понад усе хоче бути нормальною, звичайною дівчиною і не займати занадто багато місця, але це доволі важко коли ти ростом у десять футів)[6]
- Мартін Форд — Ніколас Пербал, на прізвисько Одіум (незамінний помічник у всіляких темних справах, готовий робити будь-яку роботу за гроші)[6]

## Виробництво

### Розробка серіалу
13 липня 2018 року було оголошено, що телеканал HBO почав розробку нового фентезійного серіалу. Джосса Відона було призначено головним сценаристом, режисером, виконавчим продюсером та шоуранером серіалу. Серіал потрапив на HBO після бідінгових війни з іншими мережами та потоковими сервісами, включаючи Netflix.
Джосс Відон пояснив назву нового серіалу «Небувалі» на Комік-коні 2018 так: Їх самих у серіалі не називатимуть так «Небувалі». Це фраза, яка має викликати своєрідну реакцію на диво що вони уміють робити, на те, що вважається неприродним. Ідея того, що ти ніколи не повинен бути таким, ти ніколи не повинен існувати. Щось не так, як повинно бути, і ви не маєте права мати будь-яку дивну силу чи здібності, які у вас є. І ця ідея, що деякі люди мають здібності які суперечать природі людства, є фантастичною як для мене. Я з цим не згоден. Але для мене було захопливим взяти негативну по суті річ і перетворити її на щось чим можна пишатися. Деякі речі які ніколи не повинні ставатися — просто відбуваються всупереч всьому. І люди, з якими вони трапляються, займають своє місце у цьому світі.

### Знімальна група
Серед виконавчих продюсерів — Бернадетт Колфілд, Джейн Еспенсон та Даг Петрі. Еспенсон і Петрі, які вже співпрацювали з Відоном над серіалом «Баффі — переможниця вампірів», також будуть залучені до роботи над сценарієм. Лорі Пенні також взяла участь у розробці сценарію майбутнього серіалу. Володарка двох Еммі Джемма Джексон стала художником-постановциком серіалу.

### Зйомки серіалу
4 липня 2019 року Відон оголосив, що розпочато головний етап фільмування серіалу у Лондоні. У липні 2019 року повідомлялося, що сцени знімали на площі церкви Трініті та в районі Нового Уімблдонського театру. У серпні 2019 року сцени були зняті на історичній верфі Чатем у гафстві Кент. Наприкінці січня 2020 року зйомки були призупинено через стрілянина, що трапилась в Джойс-Гроуві, заміській садибі в якобійському стилі, яку використовували як сиротинець, де відбувається велика кількість подій у серіалі. Через відсутність простору в Лондоні студія HBO працювала з Адріаном Вуттоном, виконавчим директором агенції Film London та Британською комісією з питань кіно, з метою пошуку складських приміщень та старих промислових приміщень, на яких можна б було проводити зйомки. Роботу над серіалом було зупинено через пандемію COVID-19. Зйомки були відновлені у вересні 2020 року, а вже на прикінці жовтня було відзнято останню сцену.

### Джосс Відон покинув роботу над серіалом
25 листопада 2020 року Відон оголосив, що він припиняє роботу над серіалом, посилаючись на різні причини свого рішення, такі як «безпрецедентні виклики 2020 року». У своїй заяві він пояснив, що податковий тягар роботи над таким проектом під час глобальної пандемії коронавірусу сильно збільшився і це мало вплив на рівень його працездатності. 28 січня 2021 року британська сценариста Філіпа Ґослет була оголошена новим шоуранером.